# سباستيان فيغاس
سباستيان فيغاس (بالإسبانية: Sebastián Vegas) هو مدرب كرة قدم ولاعب كرة قدم مكسيكي في مركز الدفاع، ولد في 4 ديسمبر 1996 في سانتياغو في تشيلي. شارك مع منتخب تشيلي تحت 17 سنة لكرة القدم ومنتخب تشيلي تحت 20 سنة لكرة القدم. أما مع النوادي، فقد لعب مع أوداكس إيتاليانو ونادي مونتيري.

## وصلات خارجية
- سباستيان فيغاس على موقع قاعدة بيانات كرة القدم.إي يو (الإنجليزية)
- سباستيان فيغاس على موقع ناشيونال فوتبول تيمز (الإنجليزية)
- سباستيان فيغاس على موقع Soccerway.com (الإنجليزية)
- سباستيان فيغاس على موقع عالم كرة القدم.نت (الإنجليزية)
- سباستيان فيغاس على موقع AS.com (الإسبانية)